# Prosopocoilus modestus
Prosopocoilus modestus es una especie de coleóptero de la familia Lucanidae. Presenta las subespecies Prosopocoilus modestus modestus y Prosopocoilus modestus maculatus.

## Distribución geográfica
Habita en Etiopía.